# Sender Bungsberg
Der Sender Bungsberg befindet sich rund 750 Meter nordnordwestlich des Bungsberges. Sein Antennenmast ist 249 Meter hoch, wurde 2004 errichtet und hat die Form eines abgespannten Stahlfachwerkmastes. Nutzer der Installation ist der Norddeutsche Rundfunk für UKW-Rundfunk, DAB-Rundfunk und Fernsehen.
Der alte bis 2004 verwendete Stahlrohrmast wurde durch einen ähnlich anmutenden, mit Sendeantennen für DVB-T ausgerüsteten abgespannten Stahlfachwerkmast ersetzt. Der Ersatz des kleineren alten Sendemasts ist auf dem Foto rechts oben (mit Gipfelstein und Sendemasten) gut zu erkennen.
Der Rückbau des alten, 1960 erbauten und 231 Meter hohen Stahlrohrmasts wurde im Oktober 2006 abgeschlossen.

## Frequenzen und Programme

### Analoger Hörfunk (UKW)
| Sendername               | Region             | Frequenz (MHz) | ERP    | RDS PS            |
| ------------------------ | ------------------ | -------------- | ------ | ----------------- |
| NDR 1 Welle Nord         | Ost/Lübeck         | 97,8           | 50 kW  | NDR_1_SH          |
| NDR 2                    | Schleswig-Holstein | 91,9           | 50 kW  | _NDR_2__          |
| NDR Kultur               | –                  | 89,9           | 50 kW  | NDR_Kult          |
| NDR Info                 | –                  | 96,6           | 1 kW   | NDR_Info          |
| N-Joy                    | –                  | 99,0           | 0,5 kW | _N-JOY__          |
| Radio Schleswig-Holstein | Lübeck             | 100,2          | 50 kW  | R.SH_OH_ __R.SH__ |
| Deutschlandfunk          | -                  | 101,9          | 95 kW  | __Dlf___          |

### Digitaler Hörfunk (DAB+)
| Block                       | Programme | ERP (in kW) | Antennendiagramm rund (ND)/ gerichtet (D) | Gleichwellennetz (SFN) |
| --------------------------- | --- | ----------- | ----------------------------------------- | --- |
| 5C DRDeutschland (D__00188) | DAB+ Block der Media Broadcast: - Absolut relax (72 kbps) - Dlf (104 kbps) - Dlf Kultur (112 kbps) - Dlf Nova (104 kbps) - DRadio DokDeb (48 kbps) - Energy Digital (72 kbps) - ERF Plus (64 kbps) - Klassik Radio (72 kbps) - Radio Bob (72 kbps) - Radio Horeb (48 kbps) - Radio Schlagerparadies (64 kbps) - Schwarzwaldradio (64 kbps) - sunshine live (72 kbps) - DRadio Daten (32 kbps Daten) - EPG Deutschland (16 kbps Daten) - TPEG (16 kbps Daten) - TPEG_MM (16 kbps Daten) | 2           | ND                                        | - Baden-Württemberg: Aalen, Baden-Baden (Fremersberg), Bad Mergentheim, Blauen, Brandenkopf, Donaueschingen, Feldberg im Schwarzwald, Freiburg (Vogtsburg-Totenkopf), Geislingen (Oberböhringen), Großerlach (Hohe Brach), Heidelberg (Königstuhl), Heilbronn (Schweinsberg), Hochrhein (Rickenbach), Hornisgrinde, Pforzheim (Schömberg-Langenbrand), Raichberg, Ravensburg (Höchsten), Reutlingen, Stuttgart (Frauenkopf), Ulm (Kuhberg) - Bayern: Amberg (Hirschau), Aschaffenburg (Pfaffenberg), Augsburg (Hotelturm), Bad Tölz (Gaißach), Balderschwang, Bamberg (Geisberg), Büttelberg, Brotjacklriegel, Dillberg, Grünten, Herzogstand, Hochberg (Traunstein), Hoher Bogen, Inntal (Ebbs), Ingolstadt (Gelbelsee), Kreuzberg/Rhön, Landshut (Altdorf), München (Olympiaturm), Nennslingen (Büchelberg), Nürnberg, Oberammergau, Ochsenkopf, Passau, Pfänder, Pfaffenhofen, Pfarrkirchen, Pfronten, Regensburg (Hohe Linie), Unterringingen, Untersberg, Wendelstein (Bayrischzell), Würzburg (Frankenwarte) - Berlin: Berlin (Alexanderplatz), Berlin (Scholzplatz) - Brandenburg: Bad Belzig, Booßen, Brandenburg/Havel, Calau, Casekow, Cottbus, Eberswalde (geplant), Eisenhüttenstadt, Neuruppin (geplant), Petkus, Pritzwalk, Templin - Bremen: Bremen (Walle), Bremerhaven-Schiffdorf - Hamburg: Hamburg (Moorfleet), Hamburg (Heinrich-Hertz-Turm) - Hessen: Bad Hersfeld (Rimberg), Biedenkopf (Sackpfeife), Fulda (Hummelskopf), Frankfurt (Europaturm), Gelnhausen (Schnepfenkopf), Gießen (Dünsberg), Großer Feldberg, Hardberg, Hohe Wurzel, Hoher Meißner, Kassel (Habichtswald), Mainz-Kastel - Mecklenburg-Vorpommern: Garz (Rügen), Güstrow, Malchin, Neubrandenburg-Süd, Neustrelitz (geplant), Rostock (Toitenwinkel), Röbel, Schwerin (Zippendorf-Gr.Dreesch), Torgelow, Wismar/Rüggow, Züssow - Niedersachsen: Aurich-Popens, Braunschweig (Broitzem), Braunschweig (Drachenberg), Cuxhaven-Stadt, Dannenberg, Göttingen (Bovenden-Osterberg), Hannover (Telemax), Lingen, Lüneburg-Neu Wendhausen, Molbergen-Peheim, Osnabrück (Bramsche-Schleptruper Egge), Hildesheim (Sibbesse), Steinkimmen, Uelzen, Visselhövede, Wilhelmshaven - Nordrhein-Westfalen: Aachen (Karlshöhe), Bergneustadt-Wiedenest (R), Bielefeld (Hünenburg), Bonn (Venusberg), Dortmund (Florianturm), Düsseldorf (Rheinturm), Eggegebirge, Herscheid, Hochsauerland (Hunau), Hürtgenwald-Großhau, Köln (Colonius), Langenberg, Lügde-Rischenau (Köterberg), Meschede (geplant), Minden (Jakobsberg), Münster (Fernmeldeturm), Schöppingen, Siegen-Süd, Wesel - Rheinland-Pfalz: Bad Kreuznach (Schanzenkopf), Bad Marienberg (Westerwald), Bornberg, Daun (Eifel), Edenkoben (Kalmit), Heckenbach-Schöneberg (Ahrweiler), Haardtkopf (geplant), Idar-Oberstein, Kaiserslautern, Kettrichhof, Koblenz (Kühkopf), Schnee-Eifel (geplant), Trier (Petrisberg) - Saarland: Merzig-Merchingen, Saarbrücken (Schoksberg) - Sachsen: Chemnitz, Dresden, Geyer, Leipzig, Löbau, Neustadt, Niederschöna (geplant), Oschatz, Schöneck, Zwickau Ost - Sachsen-Anhalt: Brocken, Burg, Dequede, Petersberg, Pettstädt (Weißenfels), Schneidlingen, Wittenberg - Schleswig-Holstein: Bungsberg, Bredstedt, Flensburg, Garding, Heide, Helgoland, Hennstedt, Itzehoe, Kiel (Kronshagen), Lübeck (Stockelsdorf), Schleswig, Niebüll (Süderlügum), Westerland (Sylt) - Thüringen: Bleßberg (Sonneberg), Erfurt-Hochheim, Gera, Inselsberg, Jena (Oßmaritz), Kulpenberg, Lobenstein (Sieglitzberg), Saalfeld (Remda), Weimar (Ettersberg) |
| 9A NDR SH HL (D__00331)     | DAB+ Block des Norddeutschen Rundfunks: - NDR 1 SH HL (Lübeck) (104 kbps) - NDR 2 SH (104 kbps) - NDR Kultur (104 kbps) - NDR Info SH (104 kbps) - N-Joy (104 kbps) - NDR Blue (104 kbps) - NDR Schlager (104 kbps) - NDR Info Spezial (104 kbps) - NDR BWS - NDR TPEG | 5           | D                                         | Bungsberg, Lübeck-Stockelsdorf, Mölln-Fuhlenhagen |
| 9C NDR SH KI (D__00242)     | DAB+ Block des Norddeutschen Rundfunks - NDR 1 SH KI (Kiel) (104 kbps) - NDR 2 SH (104 kbps) - NDR Kultur (104 kbps) - NDR Info SH (104 kbps) - N-Joy (104 kbps) - NDR Blue (104 kbps) - NDR Schlager (104 kbps) - NDR Info Spezial (104 kbps) - NDR BWS - NDR TPEG | 2           | D                                         | Bungsberg, Kiel-Kronshagen, Neumünster/Armstedt, Rendsburg Ost |
| 9D Lübeck K9D (D__00419)    | - R.SH (SH-Ost) (72 kbps) - delta radio (SH-Ost) (72 kbps) - Nordseewelle (72 kbps) - Ostseewelle (HL) (72 kbps) - Radio Bob (SH) (72 kbps) - Radio 21 (HL) (72 kbps) - Radio Hamburg (72 kbps) - Rock Antenne (HH) (72 kbps) - Oldie Antenne (72 kbps) - Radio Wellenrausch (72 kbps) - Femotion Radio (72 kbps) - Lübeck FM (72 kbps) | 1,9         | D                                         | Bungsberg, Lübeck-Stockelsdorf, Mölln-Fuhlenhagen |

### Digitales Fernsehen (DVB-T2)
Die DVB-T2-Ausstrahlungen im Gleichwellenbetrieb (Single Frequency Network) mit anderen Standorten.
| Kanal | Frequenz (MHz) | Multiplex                                   | Programme im Multiplex | ERP (kW) | Sendediagramm rund (ND)/ gerichtet (D) | Polarisation horizontal (H)/ vertikal (V) | Modulations- verfahren | FEC | Guard- intervall | Bitrate (MBit/s) | SFN                                                                             |
| ----- | -------------- | ------------------------------------------- | --- | -------- | -------------------------------------- | ----------------------------------------- | ---------------------- | --- | ---------------- | ---------------- | ------------------------------------------------------------------------------- |
| 21    | 474            | Gemischter Multiplex von ZDF und freenet TV | - ZDF HD - 3sat HD - KiKa HD - ZDFneo HD - ZDFinfo HD - freenet TV connect (HbbTV-Dienst mit mehreren Streams) | 50       | ND                                     | V                                         | 64-QAM (16-k-Modus)    | 3/5 | 19/128           | 22               | Bungsberg (NDR), Schleswig, Flensburg-Engelsby, Fernmeldeturm Kiel, Sender Kiel |
| 39    | 618            | ARD regional (NDR)                          | - NDR Fernsehen HD (Schleswig-Holstein) - WDR Fernsehen (Köln) HD / NDR HD (Niedersachsen) (zeitw.) - SWR Fernsehen BW HD / NDR HD (MV)(zeitw.) - MDR Fernsehen (Sachsen-Anhalt) HD - BR Fernsehen Süd HD / NDR HD (HH)(zeitw.) | 100      | ND                                     | V                                         | 64-QAM (16-k-Modus)    | 1/2 | 19/128           | 18,2             | Bungsberg (NDR), Schleswig, Flensburg-Engelsby, Fernmeldeturm Kiel, Sender Kiel |
| 47    | 682            | ARD Digital                                 | - Das Erste HD - phoenix HD - arte HD - tagesschau24 HD - one HD | 100      | ND                                     | V                                         | 64-QAM (16-k-Modus)    | 1/2 | 19/128           | 18,2             | Bungsberg (NDR), Schleswig, Flensburg-Engelsby, Fernmeldeturm Kiel, Sender Kiel |

bis zum 25. April 2017 ist folgender DVB-T-Nachlauf zu empfangen:
| Kanal | Frequenz (MHz) | Multiplex       | Programme im Multiplex                                                           | ERP (kW) | Sendediagramm rund (ND)/ gerichtet (D) | Polarisation horizontal (H)/ vertikal (V) | Modulations- verfahren | FEC | Guard- intervall | Bitrate (MBit/s) | SFN                                            |
| ----- | -------------- | --------------- | -------------------------------------------------------------------------------- | -------- | -------------------------------------- | ----------------------------------------- | ---------------------- | --- | ---------------- | ---------------- | ---------------------------------------------- |
| 35    | 586            | NDR (DVB-T alt) | - Das Erste - NDR Fernsehen (Schleswig-Holstein) - NDR Fernsehen (Hamburg) - ZDF | 20       | ND                                     | V                                         | 16-QAM (8-k-Modus)     | 2/3 | 1/4              | 13,27            | Bungsberg (NDR), Schleswig, Flensburg-Engelsby |

### Digitales Fernsehen (DVB-T)
Folgende DVB-T-Bouquets wurden vom 8. November 2004 bis zum 28. März 2017 übertragen.
ehemaliges Angebot:
| Bouquet            | Programme | Kanal/Frequenz (MHz) | ERP   | Polarisation |
| ------------------ | --- | -------------------- | ----- | ------------ |
| ZDFmobil           | - ZDF - 3sat - ZDFinfo - ZDFneo (21–6 Uhr)/KiKa (6–21 Uhr) | 21 (471,25 MHz)      | 50 kW | Vertikal     |
| ARD regional (NDR) | - NDR Fernsehen (Schleswig-Holstein) - NDR Fernsehen (Niedersachsen) - NDR Fernsehen (Mecklenburg-Vorpommern) - NDR Fernsehen (Hamburg) - WDR Fernsehen (Köln) - MDR Fernsehen (Sachsen-Anhalt) - Bayerisches Fernsehen (Süd) | 39 (615,25 MHz)      | 50 kW | Vertikal     |
| ARD Digital (NDR)  | - Das Erste (NDR) - ARTE - Phoenix - tagesschau24 | 47 (682 MHz)         | 50 kW | Vertikal     |

### Analoges Fernsehen (PAL)
Bis zur Umstellung auf DVB-T wurden folgende Programme in analogem PAL gesendet:
| Kanal | Frequenz (MHz) | Programm                         | ERP (kW) | Sendediagramm rund (ND)/ gerichtet (D) | Polarisation horizontal (H)/ vertikal (V) |
| ----- | -------------- | -------------------------------- | -------- | -------------------------------------- | ----------------------------------------- |
| 21    | 471,25         | ZDF                              | 235      | ND                                     | H                                         |
| 47    | 679,25         | NDR Fernsehen Schleswig-Holstein | 235      | ND                                     | H                                         |
| 50    | 703,25         | Das Erste (NDR)                  | 260      | ND                                     | H                                         |